# Hanherred Provsti
Hanherred Provsti var indtil 2007 et provsti i Aalborg Stift.  Provstiet ligger i Brovst Kommune, Fjerritslev Kommune og Hanstholm Kommune.
Hanherred Provsti består af flg. sogne:
- Bejstrup Sogn
- Brovst Sogn
- Fjerritslev Kirkedistrikt
- Gøttrup Sogn
- Hansted Sogn
- Haverslev Sogn
- Hjardemål Sogn
- Hjortdal Sogn
- Kettrup Sogn
- Klim Sogn
- Klitmøller Sogn
- Koldmose Kirkedistrikt
- Kollerup Sogn
- Langeslund Sogn
- Lerup Sogn
- Lild Sogn
- Ræhr Sogn
- Skræm Sogn
- Torslev Sogn
- Tranum Sogn
- Tømmerby Sogn
- Vester Torup Sogn
- Vigsø Sogn
- Vust Sogn
- Øland Sogn
- Øster Svenstrup Sogn